# Polignoto di Taso
Polignoto di Taso (in greco antico: Πολύγνωτος?; Taso, ... – ...; fl. V secolo a.C.) è stato un pittore e bronzista greco antico, attivo fra il 480 a.C. e il 455 a.C., figlio di Aglaofonte il Vecchio pittore anch'egli e probabilmente suo maestro. Attivo sotto Cimone di Cleone, la sua attività si interruppe prima delle imprese architettoniche ateniesi ordinate da Pericle. Fu attivo ad Atene, Platea e Delfi.

## Biografia
Polignoto fu il primo pittore greco la cui personalità emerse con una certa chiarezza dalle fonti letterarie dell'antichità, presso le quali godette grande fortuna. Si diceva in esse, come grande lode, come avesse saputo dipingere donne vestite di veli trasparenti o togliere alle sue figure con una leggera apertura della bocca la rigidezza delle linee facciali (Plinio il Vecchio, Nat. hist., XXXV, 58), osservazioni generiche in realtà, e poco significative per il lettore moderno. Si diceva inoltre come avesse ritratto persone vive, una delle quali venne identificata come Elpinice, sorella di Cimone, suggerendo la frequentazione di ambienti sociali elevati. In varie fonti viene esaltato il suo verismo naturalistico, insieme con la sua capacità nell'espressione dell'ethos (Aristotele, Poet., 1448a; 1450a) o del pathos (Luciano di Samosata); non era l'azione ad essere rappresentata, ma immagini statiche dove l'avvenimento, al quale tutti partecipavano, aveva valenza morale e riguardava il destino dell'uomo.
Ancora nelle fonti antiche (Plinio e Cicerone) viene tramandato che Polignoto si servì per le sue opere dei quattro colori tradizionali (nero, bianco, rosso e giallo), e possiamo considerare la sua tavolozza simile a quella usata per le contemporanee tombe di Tarquinia.
Ha offerto insegnamenti alla pittrice Timarete, figlia di Micone.

## Opere attribuite
Non è possibile stabilire in base alle fonti una cronologia delle opere, ma si pensa che i dipinti della stoà Pecile siano stati eseguiti dopo la battaglia dell'Eurimedonte, tra il 469 e il 460 a.C. In quell'epoca Polignoto doveva essere già conosciuto e stimato grazie ad opere meno prestigiose precedentemente eseguite, come l'Ulisse sterminatore dei Proci nel pronao del tempio di Atena Areia in Platea.

### Stoà Pecile
Nella Ποικίλη di Atene Polignoto dipinse la battaglia di Maratona in collaborazione con Micone e da solo l'Ilioupersis.

### Lesche degli Cnidi
Pausania il Periegeta ci ha lasciato una descrizione alquanto particolareggiata, che enumera le figure, i gruppi e le relazioni fra di esse,  della decorazione svolta da Polignoto nella λέσχη degli Cnidi a Delfi, dove dipinse l'Ilioupersis e la Nekyia (discesa di Odisseo agli Inferi). Nella prima  aveva rappresentato la città di Troia presa e fumante dalle sue rovine e i Greci che, sulla riva dell'Ellesponto, circondati dai prigionieri e dalle prede, si apparecchiavano alla partenza: «L'artista [Polignoto] seppe rappresentare in questo quadro il contrasto tra la parte anteriore ricca di gruppi di figure e lo sfondo, dove si vede Troia distrutta, e l'occhio, attraverso le grandi brecce nelle mura si spinge a guardare la desolazione nelle strade e degli edifici incendiati e rovinati. La nave di Menelao è sulla spiaggia pronta alla partenza, e vicino ad essa si vede Elena, a causa di una guerra così spietata e di tante rovine, circondata da parecchi Troiani feriti; in un altro gruppo di capi ellenici spicca la figura di Cassandra; la maggior parte dei personaggi sono come oppressi in un muto silenzio, mentre il solo Neottolemo insegue ancora ed uccide alcuni Troiani. Sopra un altro lato della λέσχη era dipinto l'ingresso dell'Erebo nel regno della notte e si vedeva Ulisse sulla riva dell'Acheronte, il Tartaro pieno di tormenti spaventosi e l'Eliseo con le anime dei beati. Il primo di questi dipinti conteneva 100 figure, il secondo 90 e sotto ognuna di esse si leggeva, come era d'uso all'epoca, il nome che le spettava».

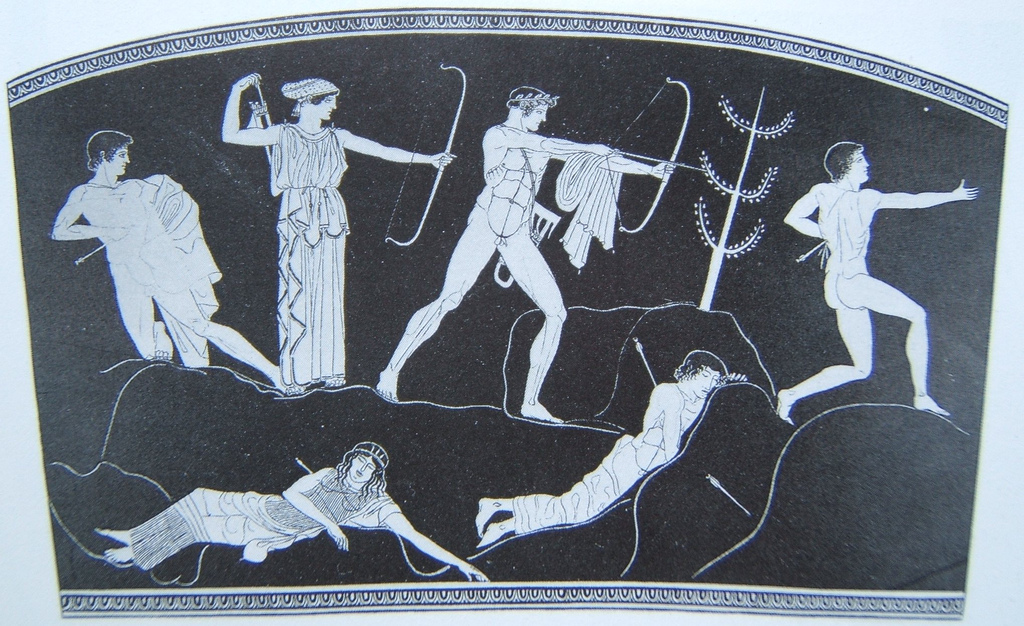
Composizione su più livelli nel cratere del Pittore dei Niobidi

Nel 1882 Carl Robert ha ricostruito i due dipinti riunendo le informazioni tratte da Pausania e quelle rilevabili dai resti dell'edificio e riconobbe inoltre la composizione polignotea nel cratere eponimo a figure rosse del Pittore dei Niobidi, proveniente da Orvieto e conservato al Louvre. Questo tipo di composizione, rintracciabile talvolta nella produzione ceramica del secondo e terzo quarto del V secolo a.C., che vede le figure disporsi a vari livelli, ma sempre sul piano, su linee di base che corrispondono ad elementi paesaggistici e talvolta le nascondono parzialmente, è derivata dalle contemporanee megalografie ed estranea alla tradizione ceramica.

### Altre opere attribuite
- Opere mobili esposte nella pinacoteca dei propilei ad Atene[2];
- forse, interpretando Arpocrazione, una Amazzonomachia, nel Θησείον di Atene;
- le Nozze dei Dioscuri e delle Leucippidi nell'Anakeion di Atene.